# Wodjanyky
Wodjanyky (ukrainisch Водяники; russisch Водяники Wodjaniki) ist ein Dorf im Zentrum der ukrainischen Oblast Tscherkassy mit etwa 580 Einwohnern.

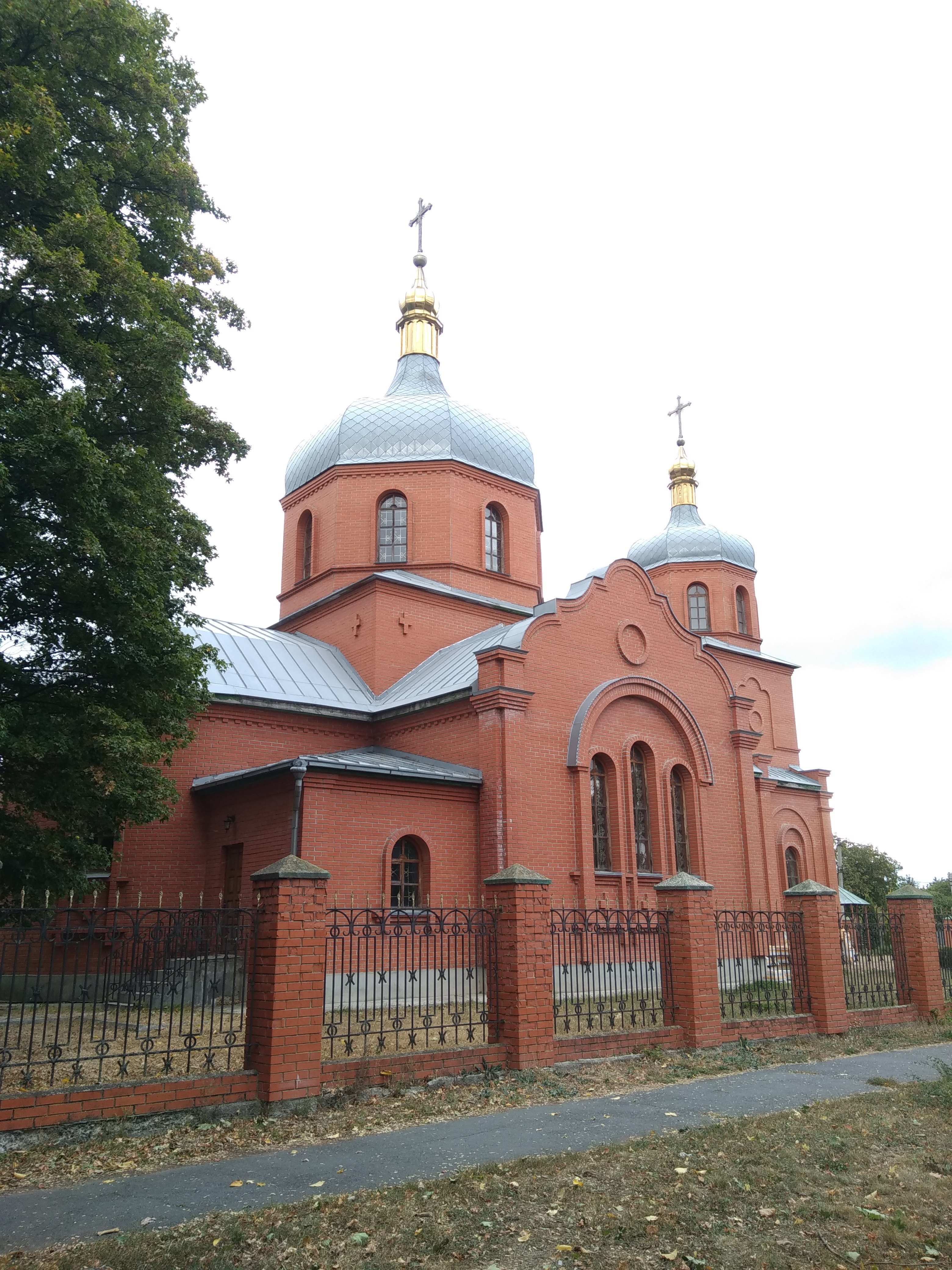
Kirche im Ort

Das Dorf wurde Anfang des 18. Jahrhunderts zum ersten Mal schriftlich erwähnt und liegt an der Territorialstraße T-2405, 15 Kilometer nordwestlich der Rajonshauptstadt Swenyhorodka und 100 Kilometer südwestlich der Oblasthauptstadt Tscherkassy.

## Verwaltungsgliederung
Am 15. August 2018 wurde das Dorf zum Zentrum der neugegründeten Landgemeinde Wodjanyky (Водяницька сільська громада/Wodjanyzka silska hromada). Zu dieser zählten auch die Dörfer Kobyljaky, Popiwka und Tschyschiwka, bis dahin bildete es die gleichnamige Landratsgemeinde Wodjanyky (Водяницька сільська рада/Wodjanyzka silska rada) im Westen des Rajons Swenyhorodka.
Am 12. Juni 2020 kam noch 8 weitere in der untenstehenden Tabelle aufgelistete Dörfer sowie die Ansiedlungen Mychajliwka und Oleksandriwka zum Gemeindegebiet.
Folgende Orte sind neben dem Hauptort Wodjanyky Teil der Gemeinde:
| Name                     | Name          | Name                          |
| ukrainisch transkribiert | ukrainisch    | russisch                      |
| ------------------------ | ------------- | ----------------------------- |
| Barwinok                 | Барвінок      | Барвинок                      |
| Kobyljaky                | Кобиляки      | Кобыляки (Kobyljaki)          |
| Mychajliwka              | Михайлівка    | Михайловка (Michailowka)      |
| Mysyniwka                | Мизинівка     | Мизиновка (Misinowka)         |
| Oleksandriwka            | Олександрівка | Александровка (Aleksandrowka) |
| Osirna                   | Озірна        | Озирна (Osirna)               |
| Popiwka                  | Попівка       | Поповка (Popowka)             |
| Ryschaniwka              | Рижанівка     | Рыжановка (Ryschanowka)       |
| Rysyne                   | Ризине        | Ризино (Risino)               |
| Schubyni Stawy           | Шубині Стави  | Шубины Ставы (Schubiny Stawy) |
| Stara Buda               | Стара Буда    | Старая Буда (Staraja Buda)    |
| Tschemerynske            | Чемериське    | Чемериское (Tschemerinskoje)  |
| Tschyschiwka             | Чижівка       | Чижовка (Tschischowka)        |